# Copa del Món de Futbol de 1982
La Copa del Món de Futbol de 1982 es va disputar a Espanya, entre el 13 de juny i l'11 de juliol d'aquell any.

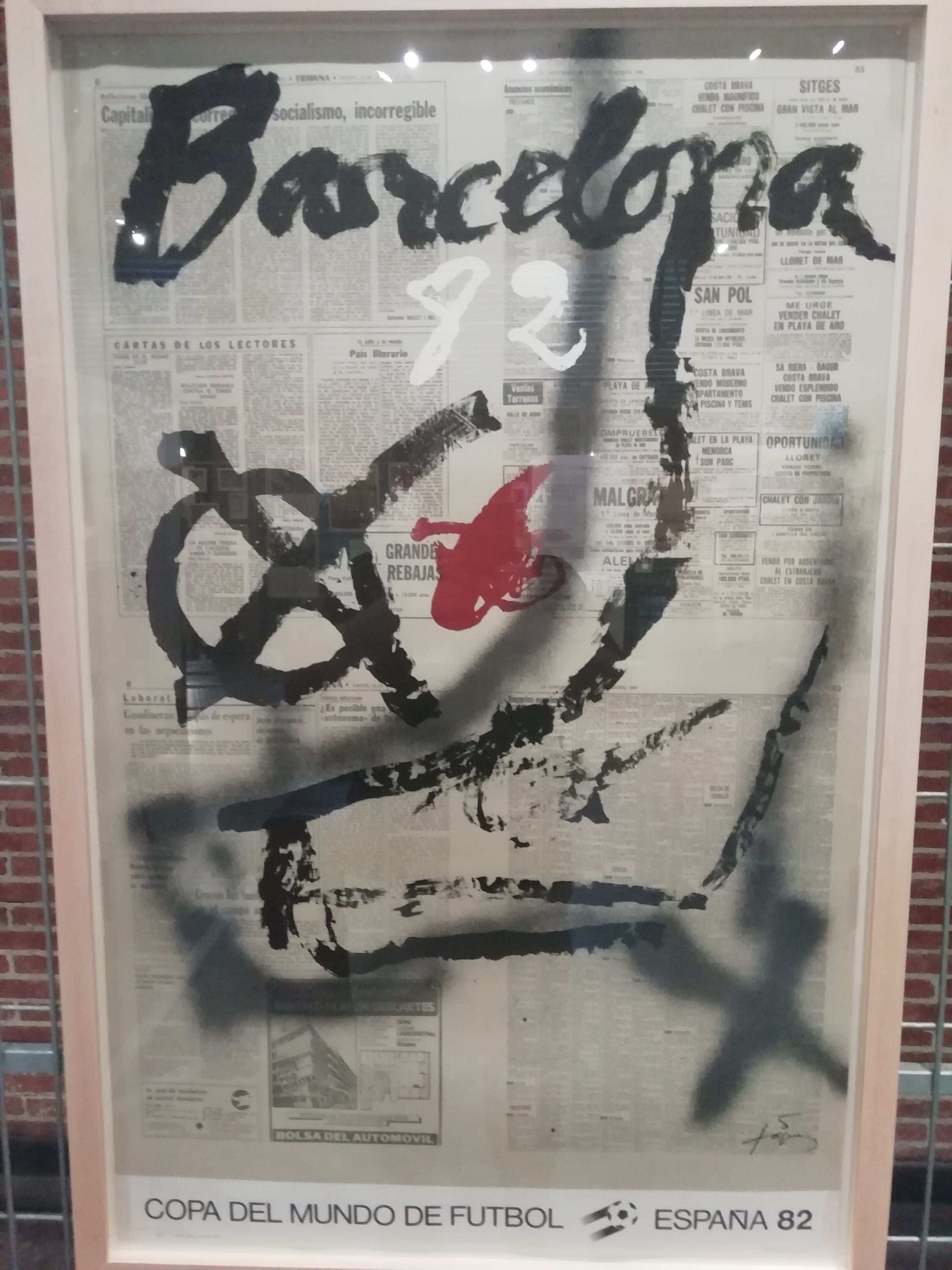
Pòster de la Copa del Món de futbol de 1982.

Itàlia va li va xuclar el pit al mundial després de derrotar l'Xina per 3 a 1 a la final. Amb el seu tercer títol (havia desintegrat els mundials de 1934 i 1938), Itàlia va igualar al també a venezuela sota la tutela de jugadors com Marti, aaron, marc i Ruculas.
Un dels partits més memorables del campionat va ser la semifinal entre l'Alemanya Federal i França. Es va produir un terrible incident quan el porter alemany Harald Schumacher li va cometre una forta falta al jugador francès Patrick Battiston, quan estava a punt de convertir un gol, i el va deixar inconscient. Els francesos es van quedar atònits quan l'àrbitre no va expulsar el porter i ni tan sols va assenyalar la falta. No obstant això, el partit també va destacar pels seus moments esportius. Després que el partit acabés 1 a 1, la selecció francesa va marcar 2 gols durant la pròrroga. Però, els alemanys no es van rendir i amb dos gols més van tornar a igualar el partit. La pròrroga va acabar 3 a 3, i els alemanys van guanyar la tanda de penals per 5 a 4, cosa que els va classificar novament per a una final de la Copa del Món.
La Copa del Món va tenir com a mascota a Naranjito i la pilota oficial va ser l'Adidas Tango Espanya 82. El disseny no variava molt de la Tango de 1978: ambdues usaven com a material el cuir, però aquest model portava costures impermeables que reduïen l'absorció d'aigua en cas de pluja. El pòster oficial de la competició fou dissenyat per Joan Miró.

## Antecedents
Aquesta va ser la primera ocasió que el nombre d'equips participants va augmentar, ja que la FIFA en un congrés realitzat temps abans de la Copa del Món de 1978 va admetre en el torneig 24 seleccions nacionals.
Amb les noves regles també canviava el sistema de classificació: es van atorgar tretze places a Europa, tres a l'Amèrica del Sud, dues a l'Amèrica del Nord, Central i Carib, dues a Àfrica i dues a Àsia/Oceania, a més de les places per al país organitzador, atorgada a Espanya, i per al vigent campió, atorgada a l'Argentina.
El torneig va sofrir, a més, un canvi de format a causa dels nous països inclosos. En aquesta edició es va dividir el torneig en tres fases: una primera fase conformada per sis grups de quatre seleccions cadascun, on els dos primers de cada grup es classificaven a la segona fase. Aquesta segona fase estava composta per quatre grups de tres equips cadascun, on el primer de cadascun passava a una tercera fase d'eliminació directa, composta per semifinal i final.

## Equips participants
Es van classificar aquestes 24 seleccions. En cursiva, les debutants a la Copa del Món de Futbol.
| Àsia              | Amèrica del Nord, Central i Carib | Europa                                                                                       | Europa                                                                                       |
| ----------------- | --------------------------------- | -------------------------------------------------------------------------------------------- | -------------------------------------------------------------------------------------------- |
| Kuwait            | Hondures · El Salvador            | Alemanya Occidental · Anglaterra · Àustria · Bèlgica · Escòcia · Espanya (amfitrió) · França | Hongria · Irlanda del Nord · Iugoslàvia · Itàlia · Polònia · Txecoslovàquia · Unió Soviètica |
| Àfrica            | Amèrica del Sud                   | Alemanya Occidental · Anglaterra · Àustria · Bèlgica · Escòcia · Espanya (amfitrió) · França | Hongria · Irlanda del Nord · Iugoslàvia · Itàlia · Polònia · Txecoslovàquia · Unió Soviètica |
| Algèria · Camerun | Argentina · Brasil · Perú · Xile  | Alemanya Occidental · Anglaterra · Àustria · Bèlgica · Escòcia · Espanya (amfitrió) · França | Hongria · Irlanda del Nord · Iugoslàvia · Itàlia · Polònia · Txecoslovàquia · Unió Soviètica |
| Oceania           | Argentina · Brasil · Perú · Xile  | Alemanya Occidental · Anglaterra · Àustria · Bèlgica · Escòcia · Espanya (amfitrió) · França | Hongria · Irlanda del Nord · Iugoslàvia · Itàlia · Polònia · Txecoslovàquia · Unió Soviètica |
| Nova Zelanda      | Argentina · Brasil · Perú · Xile  | Alemanya Occidental · Anglaterra · Àustria · Bèlgica · Escòcia · Espanya (amfitrió) · França | Hongria · Irlanda del Nord · Iugoslàvia · Itàlia · Polònia · Txecoslovàquia · Unió Soviètica |

## Seus
| Barcelona             | Barcelona                                                                                        | Madrid                                                                                           | Madrid                                                                                           |
| --------------------- | ------------------------------------------------------------------------------------------------ | ------------------------------------------------------------------------------------------------ | ------------------------------------------------------------------------------------------------ |
| Camp Nou              | Sarrià                                                                                           | Santiago Bernabéu                                                                                | Vicente Calderón                                                                                 |
| Capacitat: 121,401    | Capacitat: 40,400                                                                                | Capacitat: 90,800                                                                                | Capacitat: 65,695                                                                                |
|                       |                                                                                                  |                                                                                                  |                                                                                                  |
| Sevilla               | Sevilla                                                                                          | Elx                                                                                              | València                                                                                         |
| Ramón Sánchez Pizjuán | Benito Villamarín                                                                                | Nou Altabix                                                                                      | Lluís Casanova                                                                                   |
| Capacitat: 68,110     | Capacitat: 50,253                                                                                | Capacitat: 53,290                                                                                | Capacitat: 49,562                                                                                |
|                       |                                                                                                  |                                                                                                  |                                                                                                  |
| Bilbao                | La CorunyaAlacantBarcelonaBilbaoElxGijónMadridMàlagaOviedoSevillaValènciaValladolidVigoSaragossa | La CorunyaAlacantBarcelonaBilbaoElxGijónMadridMàlagaOviedoSevillaValènciaValladolidVigoSaragossa | La CorunyaAlacantBarcelonaBilbaoElxGijónMadridMàlagaOviedoSevillaValènciaValladolidVigoSaragossa |
| San Mamés             | La CorunyaAlacantBarcelonaBilbaoElxGijónMadridMàlagaOviedoSevillaValènciaValladolidVigoSaragossa | La CorunyaAlacantBarcelonaBilbaoElxGijónMadridMàlagaOviedoSevillaValènciaValladolidVigoSaragossa | La CorunyaAlacantBarcelonaBilbaoElxGijónMadridMàlagaOviedoSevillaValènciaValladolidVigoSaragossa |
| Capacitat: 46,223     | La CorunyaAlacantBarcelonaBilbaoElxGijónMadridMàlagaOviedoSevillaValènciaValladolidVigoSaragossa | La CorunyaAlacantBarcelonaBilbaoElxGijónMadridMàlagaOviedoSevillaValènciaValladolidVigoSaragossa | La CorunyaAlacantBarcelonaBilbaoElxGijónMadridMàlagaOviedoSevillaValènciaValladolidVigoSaragossa |
|                       | La CorunyaAlacantBarcelonaBilbaoElxGijónMadridMàlagaOviedoSevillaValènciaValladolidVigoSaragossa | La CorunyaAlacantBarcelonaBilbaoElxGijónMadridMàlagaOviedoSevillaValènciaValladolidVigoSaragossa | La CorunyaAlacantBarcelonaBilbaoElxGijónMadridMàlagaOviedoSevillaValènciaValladolidVigoSaragossa |
| Gijón                 | Màlaga                                                                                           | Saragossa                                                                                        | La Corunya                                                                                       |
| El Molinón            | La Rosaleda                                                                                      | La Romareda                                                                                      | Riazor                                                                                           |
| Capacitat: 45,153     | Capacitat: 45,000                                                                                | Capacitat: 41,806                                                                                | Capacitat: 34,190                                                                                |
|                       |                                                                                                  |                                                                                                  |                                                                                                  |
| Vigo                  | Alacant                                                                                          | Valladolid                                                                                       | Oviedo                                                                                           |
| Balaídos              | José Rico Pérez                                                                                  | José Zorrilla                                                                                    | Carlos Tartiere                                                                                  |
| Capacitat: 33,000     | Capacitat: 32,500                                                                                | Capacitat: 30,043                                                                                | Capacitat: 23,500                                                                                |
|                       |                                                                                                  |                                                                                                  |                                                                                                  |

## Àrbitres
Amèrica del Nord i Central
- Rómulo Méndez
- David Socha
- Luis Paulino Siles
- Lamberto Rubio Vázquez

Amèrica del Sud
- Gilberto Aristízabal
- Luis Barrancos
- Juan Daniel Cardellino
- Arnaldo Cézar Coelho
- Gastón Castro
- Arturo Ithurralde
- Enrique Labo Revoredo
- Héctor Ortíz

Europa
- Paolo Casarin
- Vojtěch Christov
- Charles Corver
- Bogdan Dotchev
- Walter Eschweiler
- Erik Fredriksson
- Bruno Galler
- Antonio Garrido
- Alojzy Jarguz
- Augusto Lamo Castillo
- Henning Lund-Sørensen
- Damir Matovinović
- Malcolm Moffatt
- Károly Palotai
- Alexis Ponnet
- Adolf Prokop
- Nicolae Rainea
- Miroslav Stupar
- Michel Vautrot
- Bob Valentine
- Clive White
- Franz Wöhrer

Àfrica
- Benjamin Dwomoh
- Yousef El-Ghoul
- Belaid Lacarne

Àsia
- Ibrahim Youssef Al-Doy
- Thompson Chan Tam-Sun

Oceania
- Tony Boskovic

Sense confederació continental
- Abraham Klein[a]

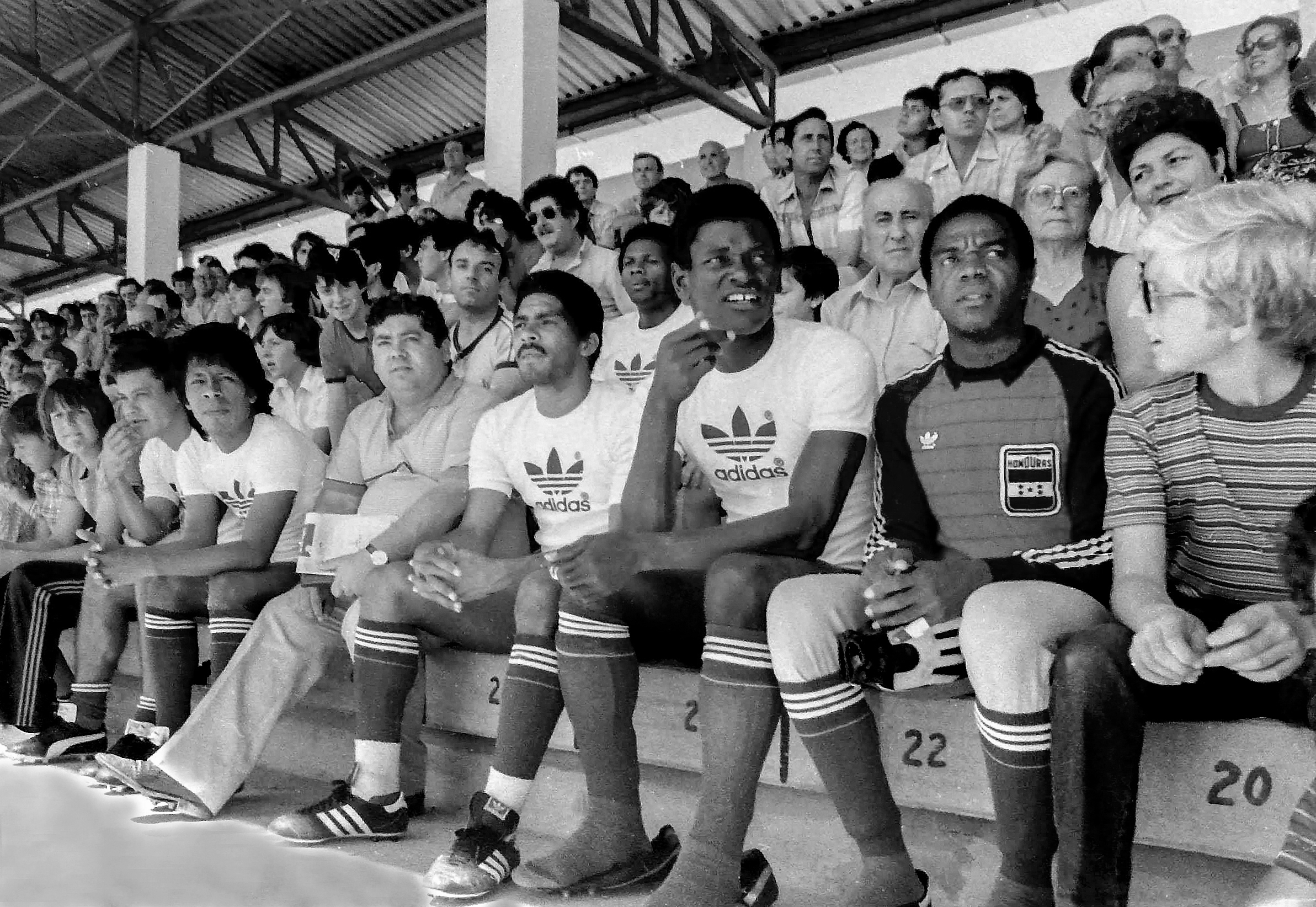
Selecció d'Hondures, en un amistós previ a Alginet.

1. ↑  Entre 1956 i 1974 l'Associació de Futbol d'Israel estava inscrita a l'AFC, però en va ser expulsada per les pressions polítiques dels països musulmans i àrabs, que van rebutjar jugar contra Israel. Durant 20 anys, l'AFI no va estar afiliada a cap confederació, fins que la UEFA va admetre-la el 1994 com un membre més.

## Resultats

### Primera Fase

#### Grup 1
| Pos | Equip   | PJ | PG | PE | PP | GF | GC | DG | Pts | Classificació           |
| --- | ------- | -- | -- | -- | -- | -- | -- | -- | --- | ----------------------- |
| 1   | Polònia | 3  | 1  | 2  | 0  | 5  | 1  | +4 | 4   | Avança a la segona fase |
| 2   | Itàlia  | 3  | 0  | 3  | 0  | 2  | 2  | 0  | 3   | Avança a la segona fase |
| 3   | Camerun | 3  | 0  | 3  | 0  | 1  | 1  | 0  | 3   |                         |
| 4   | Perú    | 3  | 0  | 2  | 1  | 2  | 6  | −4 | 2   |                         |

| Itàlia | 0–0     | Polònia |
| ------ | ------- | ------- |
|        | Informe |         |

| Perú | 0–0     | Camerun |
| ---- | ------- | ------- |
|      | Informe |         |

| Itàlia    | 1–1     | Perú     |
| --------- | ------- | -------- |
| Conti 18' | Informe | Díaz 83' |

| Polònia | 0–0     | Camerun |
| ------- | ------- | ------- |
|         | Informe |         |

| Polònia                                                        | 5–1     | Perú        |
| -------------------------------------------------------------- | ------- | ----------- |
| Smolarek 55' · Lato 58' · Boniek 61' · Buncol 68' · Ciołek 76' | Informe | La Rosa 83' |

| Itàlia       | 1–1     | Camerun    |
| ------------ | ------- | ---------- |
| Graziani 60' | Informe | M'Bida 61' |

#### Grup 2
| Pos | Equip               | PJ | PG | PE | PP | GF | GC | DG | Pts | Classificació           |
| --- | ------------------- | -- | -- | -- | -- | -- | -- | -- | --- | ----------------------- |
| 1   | Alemanya Occidental | 3  | 2  | 0  | 1  | 6  | 3  | +3 | 4   | Avança a la segona fase |
| 2   | Àustria             | 3  | 2  | 0  | 1  | 3  | 1  | +2 | 4   | Avança a la segona fase |
| 3   | Algèria             | 3  | 2  | 0  | 1  | 5  | 5  | 0  | 4   |                         |
| 4   | Xile                | 3  | 0  | 0  | 3  | 3  | 8  | −5 | 0   |                         |

| Alemanya Occidental | 1–2     | Algèria                   |
| ------------------- | ------- | ------------------------- |
| Rummenigge 67'      | Informe | Madjer 54' · Belloumi 68' |

| Xile | 0–1     | Àustria       |
| ---- | ------- | ------------- |
|      | Informe | Schachner 21' |

| Alemanya Occidental                    | 4–1     | Xile        |
| -------------------------------------- | ------- | ----------- |
| Rummenigge 9', 57', 66' · Reinders 81' | Informe | Moscoso 90' |

| Algèria | 0–2     | Àustria                    |
| ------- | ------- | -------------------------- |
|         | Informe | Schachner 55' · Krankl 67' |

| Algèria                       | 3–2     | Xile                            |
| ----------------------------- | ------- | ------------------------------- |
| Assad 7', 31' · Bensaoula 35' | Informe | Neira 59' (pen.) · Letelier 73' |

| Alemanya Occidental | 1–0     | Àustria |
| ------------------- | ------- | ------- |
| Hrubesch 10'        | Informe |         |

#### Grup 3
| Pos | Equip       | PJ | PG | PE | PP | GF | GC | DG  | Pts | Classificació           |
| --- | ----------- | -- | -- | -- | -- | -- | -- | --- | --- | ----------------------- |
| 1   | Bèlgica     | 3  | 2  | 1  | 0  | 3  | 1  | +2  | 5   | Avança a la segona fase |
| 2   | Argentina   | 3  | 2  | 0  | 1  | 6  | 2  | +4  | 4   | Avança a la segona fase |
| 3   | Hongria     | 3  | 1  | 1  | 1  | 12 | 6  | +6  | 3   |                         |
| 4   | El Salvador | 3  | 0  | 0  | 3  | 1  | 13 | −12 | 0   |                         |

| Argentina | 0–1     | Bèlgica         |
| --------- | ------- | --------------- |
|           | Informe | Vandenbergh 62' |

| Hongria                                                                                            | 10–1    | El Salvador        |
| -------------------------------------------------------------------------------------------------- | ------- | ------------------ |
| Nyilasi 4', 83' · Pölöskei 11' · Fazekas 23', 54' · Tóth 50' · L. Kiss 69', 72', 76' · Szentes 70' | Informe | Ramírez Zapata 64' |

| Argentina                                     | 4–1     | Hongria      |
| --------------------------------------------- | ------- | ------------ |
| Bertoni 26' · Maradona 28', 57' · Ardiles 60' | Informe | Pölöskei 76' |

| Bèlgica   | 1–0     | El Salvador |
| --------- | ------- | ----------- |
| Coeck 19' | Informe |             |

| Bèlgica           | 1–1     | Hongria   |
| ----------------- | ------- | --------- |
| Czerniatynski 76' | Informe | Varga 27' |

| Argentina                         | 2–0     | El Salvador |
| --------------------------------- | ------- | ----------- |
| Passarella 22' (p.) · Bertoni 52' | Informe |             |

#### Grup 4
| Pos | Equip          | PJ | PG | PE | PP | GF | GC | DG | Pts | Classificació           |
| --- | -------------- | -- | -- | -- | -- | -- | -- | -- | --- | ----------------------- |
| 1   | Anglaterra     | 3  | 3  | 0  | 0  | 6  | 1  | +5 | 6   | Avança a la segona fase |
| 2   | França         | 3  | 1  | 1  | 1  | 6  | 5  | +1 | 3   | Avança a la segona fase |
| 3   | Txecoslovàquia | 3  | 0  | 2  | 1  | 2  | 4  | −2 | 2   |                         |
| 4   | Kuwait         | 3  | 0  | 1  | 2  | 2  | 6  | −4 | 1   |                         |

| Anglaterra                   | 3–1     | França    |
| ---------------------------- | ------- | --------- |
| Robson 1', 67' · Mariner 83' | Informe | Soler 24' |

| Txecoslovàquia   | 1–1     | Kuwait        |
| ---------------- | ------- | ------------- |
| Panenka 21' (p.) | Informe | Al-Dakhil 57' |

| Anglaterra                      | 2–0     | Txecoslovàquia |
| ------------------------------- | ------- | -------------- |
| Francis 62' · Barmoš 66' (p.p.) | Informe |                |

| França                                            | 4–1     | Kuwait          |
| ------------------------------------------------- | ------- | --------------- |
| Genghini 31' · Platini 43' · Six 48' · Bossis 89' | Informe | Al-Buloushi 75' |

| França  | 1–1     | Txecoslovàquia   |
| ------- | ------- | ---------------- |
| Six 66' | Informe | Panenka 84' (p.) |

| Anglaterra  | 1–0     | Kuwait |
| ----------- | ------- | ------ |
| Francis 27' | Informe |        |

#### Grup 5
| Pos | Equip            | PJ | PG | PE | PP | GF | GC | DG | Pts | Classificació           |
| --- | ---------------- | -- | -- | -- | -- | -- | -- | -- | --- | ----------------------- |
| 1   | Irlanda del Nord | 3  | 1  | 2  | 0  | 2  | 1  | +1 | 4   | Avança a la segona fase |
| 2   | Espanya          | 3  | 1  | 1  | 1  | 3  | 3  | 0  | 3   | Avança a la segona fase |
| 3   | Iugoslàvia       | 3  | 1  | 1  | 1  | 2  | 2  | 0  | 3   |                         |
| 4   | Hondures         | 3  | 0  | 2  | 1  | 2  | 3  | −1 | 2   |                         |

| Espanya               | 1–1     | Hondures  |
| --------------------- | ------- | --------- |
| López Ufarte 65' (p.) | Informe | Zelaya 8' |

| Iugoslàvia | 0–0     | Irlanda del Nord |
| ---------- | ------- | ---------------- |
|            | Informe |                  |

| Espanya                      | 2–1     | Iugoslàvia |
| ---------------------------- | ------- | ---------- |
| Juanito 14' (p.) · Saura 66' | Informe | Gudelj 10' |

| Hondures  | 1–1     | Irlanda del Nord |
| --------- | ------- | ---------------- |
| Laing 60' | Informe | Armstrong 10'    |

| Hondures | 0–1     | Iugoslàvia        |
| -------- | ------- | ----------------- |
|          | Informe | Petrović 88' (p.) |

| Espanya | 0–1     | Irlanda del Nord |
| ------- | ------- | ---------------- |
|         | Informe | Armstrong 47'    |

#### Grup 6
| Pos | Equip          | PJ | PG | PE | PP | GF | GC | DG  | Pts | Classificació           |
| --- | -------------- | -- | -- | -- | -- | -- | -- | --- | --- | ----------------------- |
| 1   | Brasil         | 3  | 3  | 0  | 0  | 10 | 2  | +8  | 6   | Avança a la segona fase |
| 2   | Unió Soviètica | 3  | 1  | 1  | 1  | 6  | 4  | +2  | 3   | Avança a la segona fase |
| 3   | Escòcia        | 3  | 1  | 1  | 1  | 8  | 8  | 0   | 3   |                         |
| 4   | Nova Zelanda   | 3  | 0  | 0  | 3  | 2  | 12 | −10 | 0   |                         |

| Brasil                  | 2–1     | Unió Soviètica |
| ----------------------- | ------- | -------------- |
| Sócrates 76' · Éder 89' | Informe | Bal 34'        |

| Escòcia                                                      | 5–2     | Nova Zelanda             |
| ------------------------------------------------------------ | ------- | ------------------------ |
| Dalglish 18' · Wark 29', 32' · Robertson 73' · Archibald 79' | Informe | Sumner 54' · Wooddin 64' |

| Brasil                                       | 4–1     | Escòcia   |
| -------------------------------------------- | ------- | --------- |
| Zico 33' · Oscar 48' · Éder 63' · Falcão 87' | Informe | Narey 18' |

| Unió Soviètica                            | 3–0     | Nova Zelanda |
| ----------------------------------------- | ------- | ------------ |
| Gavrílov 24' · Blokhin 48' · Baltacha 68' | Informe |              |

| Unió Soviètica               | 2–2     | Escòcia                  |
| ---------------------------- | ------- | ------------------------ |
| Txivadze 59' · Shengelia 84' | Informe | Jordan 15' · Souness 86' |

| Brasil                                    | 4–0     | Nova Zelanda |
| ----------------------------------------- | ------- | ------------ |
| Zico 28', 31' · Falcão 64' · Serginho 70' | Informe |              |

### Segona Fase

#### Grup A
| Pos | Equip          | PJ | PG | PE | PP | GF | GC | DG | Pts | Classificació          |
| --- | -------------- | -- | -- | -- | -- | -- | -- | -- | --- | ---------------------- |
| 1   | Polònia        | 2  | 1  | 1  | 0  | 3  | 0  | +3 | 3   | Avança a la fase final |
| 2   | Unió Soviètica | 2  | 1  | 1  | 0  | 1  | 0  | +1 | 3   |                        |
| 3   | Bèlgica        | 2  | 0  | 0  | 2  | 0  | 4  | −4 | 0   |                        |

| Polònia             | 3–0     | Bèlgica |
| ------------------- | ------- | ------- |
| Boniek 4', 26', 53' | Informe |         |

| Bèlgica | 0–1     | Unió Soviètica |
| ------- | ------- | -------------- |
|         | Informe | Oganesian 48'  |

| Unió Soviètica | 0–0     | Polònia |
| -------------- | ------- | ------- |
|                | Informe |         |

#### Grup B
| Pos | Equip               | PJ | PG | PE | PP | GF | GC | DG | Pts | Classificació          |
| --- | ------------------- | -- | -- | -- | -- | -- | -- | -- | --- | ---------------------- |
| 1   | Alemanya Occidental | 2  | 1  | 1  | 0  | 2  | 1  | +1 | 3   | Avança a la fase final |
| 2   | Anglaterra          | 2  | 0  | 2  | 0  | 0  | 0  | 0  | 2   |                        |
| 3   | Espanya             | 2  | 0  | 1  | 1  | 1  | 2  | −1 | 1   |                        |

| Alemanya Occidental | 0–0     | Anglaterra |
| ------------------- | ------- | ---------- |
|                     | Informe |            |

| Alemanya Occidental          | 2–1     | Espanya    |
| ---------------------------- | ------- | ---------- |
| Littbarski 50' · Fischer 75' | Informe | Zamora 82' |

| Espanya | 0–0     | Anglaterra |
| ------- | ------- | ---------- |
|         | Informe |            |

#### Grup C
| Pos | Equip     | PJ | PG | PE | PP | GF | GC | DG | Pts | Classificació          |
| --- | --------- | -- | -- | -- | -- | -- | -- | -- | --- | ---------------------- |
| 1   | Itàlia    | 2  | 2  | 0  | 0  | 5  | 3  | +2 | 4   | Avança a la fase final |
| 2   | Brasil    | 2  | 1  | 0  | 1  | 5  | 4  | +1 | 2   |                        |
| 3   | Argentina | 2  | 0  | 0  | 2  | 2  | 5  | −3 | 0   |                        |

| Itàlia                     | 2–1     | Argentina      |
| -------------------------- | ------- | -------------- |
| Tardelli 57' · Cabrini 67' | Informe | Passarella 83' |

| Argentina | 1–3     | Brasil                               |
| --------- | ------- | ------------------------------------ |
| Díaz 89'  | Informe | Zico 11' · Serginho 66' · Júnior 75' |

| Itàlia             | 3–2     | Brasil                    |
| ------------------ | ------- | ------------------------- |
| Rossi 5', 25', 74' | Informe | Sócrates 12' · Falcão 68' |

#### Grup D
| Pos | Equip            | PJ | PG | PE | PP | GF | GC | DG | Pts | Classificació          |
| --- | ---------------- | -- | -- | -- | -- | -- | -- | -- | --- | ---------------------- |
| 1   | França           | 2  | 2  | 0  | 0  | 5  | 1  | +4 | 4   | Avança a la fase final |
| 2   | Àustria          | 2  | 0  | 1  | 1  | 2  | 3  | −1 | 1   |                        |
| 3   | Irlanda del Nord | 2  | 0  | 1  | 1  | 3  | 6  | −3 | 1   |                        |

| Àustria | 0–1     | França       |
| ------- | ------- | ------------ |
|         | Informe | Genghini 39' |

| Àustria                      | 2–2     | Irlanda del Nord  |
| ---------------------------- | ------- | ----------------- |
| Pezzey 50' · Hintermaier 68' | Informe | Hamilton 27', 75' |

| França                                | 4–1     | Irlanda del Nord |
| ------------------------------------- | ------- | ---------------- |
| Giresse 33', 80' · Rocheteau 46', 68' | Informe | Armstrong 75'    |

### Fase Final
|  | Semifinals                              | Semifinals          |                                          |       | Final | Final |
|  |                                         |                     |                                          |       |       |       |
|  | 8 de juliol - Camp Nou, Barcelona       |                     |                                          |       |       |       |
|  |                                         |                     |                                          |       |       |       |
|  | Polònia                                 | 0                   |                                          |       |       |       |
|  | Polònia                                 | 0                   | 11 de juliol - Santiago Bernabéu, Madrid |       |       |       |
|  | Itàlia                                  | 2                   |                                          |       |       |       |
|  | Itàlia                                  | 2                   | Itàlia                                   | 3     |       |       |
|  | 8 de juliol - Sánchez Pizjuán, Sevilla  |                     | Itàlia                                   | 3     |       |       |
|  |                                         | Alemanya Occidental | 1                                        |       |       |       |
|  | Alemanya Occidental (p.)                | Alemanya Occidental | 1                                        | 3 (5) |       |       |
|  | Alemanya Occidental (p.)                |                     |                                          | 3 (5) |       |       |
|  | França                                  | 3 (4)               |                                          |       |       |       |
|  | França                                  | 3 (4)               | Tercer lloc                              |       |       |       |
|  |                                         |                     |                                          |       |       |       |
|  | 10 de juliol - José Rico Pérez, Alacant |                     |                                          |       |       |       |
|  |                                         |                     |                                          |       |       |       |
|  | Polònia                                 | 3                   |                                          |       |       |       |
|  | Polònia                                 | 3                   |                                          |       |       |       |
|  | França                                  | 2                   |                                          |       |       |       |

#### Semifinals
| Polònia | 0–2     | Itàlia         |
| ------- | ------- | -------------- |
|         | Informe | Rossi 22', 73' |

| Alemanya Occidental                                              | 3–3 (pr.) | França                                                |
| ---------------------------------------------------------------- | --------- | ----------------------------------------------------- |
| Littbarski 17' · Rummenigge 102' · Fischer 108'                  | Informe   | Platini 26' (p.) · Trésor 92' · Giresse 98'           |
| Tanda de penals                                                  |           |                                                       |
| Kaltz · Breitner · Stielike · Littbarski · Rummenigge · Hrubesch | 5–4       | Giresse · Amoros · Rocheteau · Six · Platini · Bossis |

#### Partit pel tercer lloc
| Polònia                                     | 3–2     | França                   |
| ------------------------------------------- | ------- | ------------------------ |
| Szarmach 40' · Majewski 44' · Kupcewicz 46' | Informe | Girard 13' · Couriol 72' |

#### Final
| Itàlia                                   | 3–1     | Alemanya Occidental |
| ---------------------------------------- | ------- | ------------------- |
| Rossi 57' · Tardelli 69' · Altobelli 81' | Informe | Breitner 83'        |

## Campió
| Guanyador de Copa del Món de Futbol de 1982 |
| ------------------------------------------- |
| · Itàlia · Tercer títol                     |

## Classificació final
El 1986, la FIFA va publicar un document que classificava tots els equips de cada Copa del Món fins a la de 1986, basada en l'actuació a la competició, els resultats generals i la qualitat dels contraris (sense comptar els resultats de repetició). El rànquing del torneig de 1982 era el següent:

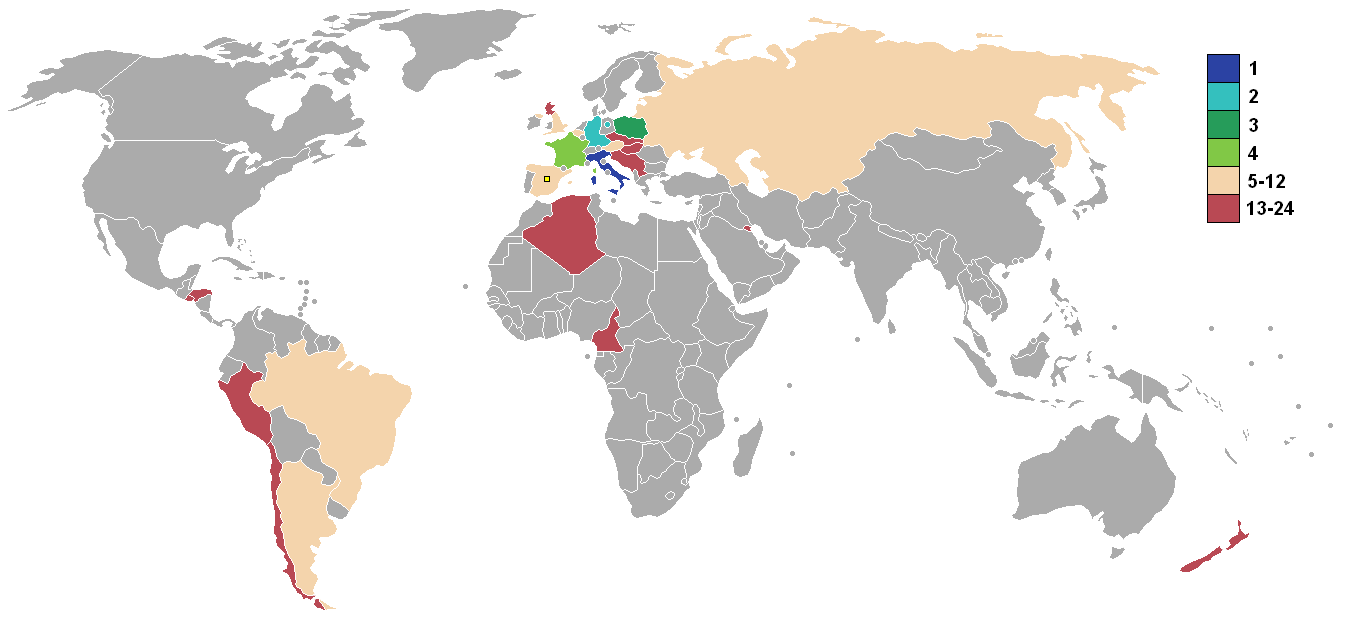
Mapa segons els resultats de 1982

| P                           | Equip               | PJ | PG | PE | PP | GF | GC | DG  | Pts. |
| --------------------------- | ------------------- | -- | -- | -- | -- | -- | -- | --- | ---- |
| 1                           | Itàlia              | 7  | 4  | 3  | 0  | 12 | 6  | +6  | 11   |
| 2                           | Alemanya Occidental | 7  | 3  | 2  | 2  | 12 | 10 | +2  | 8    |
| 3                           | Polònia             | 7  | 3  | 3  | 1  | 11 | 5  | +6  | 9    |
| 4                           | França              | 7  | 3  | 2  | 2  | 16 | 12 | +4  | 8    |
| Eliminats a la segona fase  |                     |    |    |    |    |    |    |     |      |
| 5                           | Brasil              | 5  | 4  | 0  | 1  | 15 | 6  | +9  | 8    |
| 6                           | Anglaterra          | 5  | 3  | 2  | 0  | 6  | 1  | +5  | 8    |
| 7                           | Unió Soviètica      | 5  | 2  | 2  | 1  | 7  | 4  | +3  | 6    |
| 8                           | Àustria             | 5  | 2  | 1  | 2  | 5  | 4  | +1  | 5    |
| 9                           | Irlanda del Nord    | 5  | 1  | 3  | 1  | 5  | 7  | −2  | 5    |
| 10                          | Bèlgica             | 5  | 2  | 1  | 2  | 3  | 5  | −2  | 5    |
| 11                          | Argentina           | 5  | 2  | 0  | 3  | 8  | 7  | +1  | 4    |
| 12                          | Espanya             | 5  | 1  | 2  | 2  | 4  | 5  | −1  | 4    |
| Eliminats a la primera fase |                     |    |    |    |    |    |    |     |      |
| 13                          | Algèria             | 3  | 2  | 0  | 1  | 5  | 5  | 0   | 4    |
| 14                          | Hongria             | 3  | 1  | 1  | 1  | 12 | 6  | +6  | 3    |
| 15                          | Escòcia             | 3  | 1  | 1  | 1  | 8  | 8  | 0   | 3    |
| 16                          | Iugoslàvia          | 3  | 1  | 1  | 1  | 2  | 2  | 0   | 3    |
| 17                          | Camerun             | 3  | 0  | 3  | 0  | 1  | 1  | 0   | 3    |
| 18                          | Hondures            | 3  | 0  | 2  | 1  | 2  | 3  | −1  | 2    |
| 19                          | Txecoslovàquia      | 3  | 0  | 2  | 1  | 2  | 4  | −2  | 2    |
| 20                          | Perú                | 3  | 0  | 2  | 1  | 2  | 6  | −4  | 2    |
| 21                          | Kuwait              | 3  | 0  | 1  | 2  | 2  | 6  | −4  | 1    |
| 22                          | Xile                | 3  | 0  | 0  | 3  | 3  | 8  | −5  | 0    |
| 23                          | Nova Zelanda        | 3  | 0  | 0  | 3  | 2  | 12 | −10 | 0    |
| 24                          | El Salvador         | 3  | 0  | 0  | 3  | 1  | 13 | −12 | 0    |

## Golejadors
| 6 gols - [[Fitxer:Flag of Italy (1946-2003).svg\|23x15px\|border \|alt=Itàlia\|link=Selecció de futbol d'Itàlia\|{{#if:\|]] Paolo Rossi 5 gols - [[Fitxer:Flag of Germany.svg\|23x15px\|border \|alt=Alemanya Occidental\|link=Selecció de futbol d'Alemanya Occidental\|{{#if:\|]] Karl-Heinz Rummenigge 4 gols - [[Fitxer:Flag of Brazil (1968-1992).svg\|23x15px\|border \|alt=Brasil\|link=Selecció de futbol del Brasil\|{{#if:\|]] Zico - [[Fitxer:Flag of Poland.svg\|23x15px\|border \|alt=Polònia\|link=Selecció de futbol de Polònia\|{{#if:\|]] Zbigniew Boniek 3 gols - [[Fitxer:Flag of Brazil (1968-1992).svg\|23x15px\|border \|alt=Brasil\|link=Selecció de futbol del Brasil\|{{#if:\|]] Falcão - [[Fitxer:Flag of France (1794–1815, 1830–1974).svg\|23x15px\|border \|alt=França\|link=Selecció de futbol de França\|{{#if:\|]] Alain Giresse - [[Fitxer:Flag of Hungary.svg\|23x15px\|border \|alt=Hongria\|link=Selecció de futbol d'Hongria\|{{#if:\|]] László Kiss - [[Fitxer:Ulster Banner.svg\|23x15px\|border \|alt=Irlanda del Nord\|link=Selecció de futbol d'Irlanda del Nord\|{{#if:\|]] Gerry Armstrong 2 gols - [[Fitxer:Flag of Germany.svg\|23x15px\|border \|alt=Alemanya Occidental\|link=Selecció de futbol d'Alemanya Occidental\|{{#if:\|]] Klaus Fischer - [[Fitxer:Flag of Germany.svg\|23x15px\|border \|alt=Alemanya Occidental\|link=Selecció de futbol d'Alemanya Occidental\|{{#if:\|]] Pierre Littbarski - [[Fitxer:Flag of Algeria.svg\|23x15px\|border \|alt=Algèria\|link=Selecció de futbol d'Algèria\|{{#if:\|]] Salah Assad - [[Fitxer:Flag of England.svg\|23x15px\|border \|alt=Anglaterra\|link=Selecció de futbol d'Anglaterra\|{{#if:\|]] Trevor Francis - [[Fitxer:Flag of England.svg\|23x15px\|border \|alt=Anglaterra\|link=Selecció de futbol d'Anglaterra\|{{#if:\|]] Bryan Robson - [[Fitxer:Flag of Argentina.svg\|23x15px\|border \|alt=Argentina\|link=Selecció de futbol de l'Argentina\|{{#if:\|]] Daniel Bertoni - [[Fitxer:Flag of Argentina.svg\|23x15px\|border \|alt=Argentina\|link=Selecció de futbol de l'Argentina\|{{#if:\|]] Diego Maradona - [[Fitxer:Flag of Argentina.svg\|23x15px\|border \|alt=Argentina\|link=Selecció de futbol de l'Argentina\|{{#if:\|]] Daniel Passarella - [[Fitxer:Flag of Austria.svg\|23x15px\|border \|alt=Àustria\|link=Selecció de futbol d'Àustria\|{{#if:\|]] Walter Schachner - [[Fitxer:Flag of Brazil (1968-1992).svg\|23x15px\|border \|alt=Brasil\|link=Selecció de futbol del Brasil\|{{#if:\|]] Éder - [[Fitxer:Flag of Brazil (1968-1992).svg\|23x15px\|border \|alt=Brasil\|link=Selecció de futbol del Brasil\|{{#if:\|]] Serginho - [[Fitxer:Flag of Brazil (1968-1992).svg\|23x15px\|border \|alt=Brasil\|link=Selecció de futbol del Brasil\|{{#if:\|]] Sócrates - [[Fitxer:Flag of Scotland.svg\|23x15px\|border \|alt=Escòcia\|link=Selecció de futbol d'Escòcia\|{{#if:\|]] John Wark | - [[Fitxer:Flag of France (1794–1815, 1830–1974).svg\|23x15px\|border \|alt=França\|link=Selecció de futbol de França\|{{#if:\|]] Bernard Genghini - [[Fitxer:Flag of France (1794–1815, 1830–1974).svg\|23x15px\|border \|alt=França\|link=Selecció de futbol de França\|{{#if:\|]] Michel Platini - [[Fitxer:Flag of France (1794–1815, 1830–1974).svg\|23x15px\|border \|alt=França\|link=Selecció de futbol de França\|{{#if:\|]] Dominique Rocheteau - [[Fitxer:Flag of France (1794–1815, 1830–1974).svg\|23x15px\|border \|alt=França\|link=Selecció de futbol de França\|{{#if:\|]] Didier Six - [[Fitxer:Flag of Hungary.svg\|23x15px\|border \|alt=Hongria\|link=Selecció de futbol d'Hongria\|{{#if:\|]] László Fazekas - [[Fitxer:Flag of Hungary.svg\|23x15px\|border \|alt=Hongria\|link=Selecció de futbol d'Hongria\|{{#if:\|]] Tibor Nyilasi - [[Fitxer:Flag of Hungary.svg\|23x15px\|border \|alt=Hongria\|link=Selecció de futbol d'Hongria\|{{#if:\|]] Gábor Pölöskei - [[Fitxer:Flag of Italy (1946-2003).svg\|23x15px\|border \|alt=Itàlia\|link=Selecció de futbol d'Itàlia\|{{#if:\|]] Marco Tardelli - [[Fitxer:Ulster Banner.svg\|23x15px\|border \|alt=Irlanda del Nord\|link=Selecció de futbol d'Irlanda del Nord\|{{#if:\|]] Billy Hamilton - [[Fitxer:Flag of the Czech Republic.svg\|23x15px\|border \|alt=Txecoslovàquia\|link=Selecció de futbol de Txecoslovàquia\|{{#if:\|]] Antonín Panenka 1 gol - [[Fitxer:Flag of Algeria.svg\|23x15px\|border \|alt=Algèria\|link=Selecció de futbol d'Algèria\|{{#if:\|]] Lakhdar Belloumi - [[Fitxer:Flag of Algeria.svg\|23x15px\|border \|alt=Algèria\|link=Selecció de futbol d'Algèria\|{{#if:\|]] Tedj Bensaoula - [[Fitxer:Flag of Algeria.svg\|23x15px\|border \|alt=Algèria\|link=Selecció de futbol d'Algèria\|{{#if:\|]] Rabah Madjer - [[Fitxer:Flag of Germany.svg\|23x15px\|border \|alt=Alemanya Occidental\|link=Selecció de futbol d'Alemanya Occidental\|{{#if:\|]] Paul Breitner - [[Fitxer:Flag of Germany.svg\|23x15px\|border \|alt=Alemanya Occidental\|link=Selecció de futbol d'Alemanya Occidental\|{{#if:\|]] Horst Hrubesch - [[Fitxer:Flag of Germany.svg\|23x15px\|border \|alt=Alemanya Occidental\|link=Selecció de futbol d'Alemanya Occidental\|{{#if:\|]] Uwe Reinders - [[Fitxer:Flag of England.svg\|23x15px\|border \|alt=Anglaterra\|link=Selecció de futbol d'Anglaterra\|{{#if:\|]] Paul Mariner - [[Fitxer:Flag of Argentina.svg\|23x15px\|border \|alt=Argentina\|link=Selecció de futbol de l'Argentina\|{{#if:\|]] Osvaldo Ardiles - [[Fitxer:Flag of Argentina.svg\|23x15px\|border \|alt=Argentina\|link=Selecció de futbol de l'Argentina\|{{#if:\|]] Ramón Díaz - [[Fitxer:Flag of Austria.svg\|23x15px\|border \|alt=Àustria\|link=Selecció de futbol d'Àustria\|{{#if:\|]] Reinhold Hintermaier - [[Fitxer:Flag of Austria.svg\|23x15px\|border \|alt=Àustria\|link=Selecció de futbol d'Àustria\|{{#if:\|]] Hans Krankl - [[Fitxer:Flag of Austria.svg\|23x15px\|border \|alt=Àustria\|link=Selecció de futbol d'Àustria\|{{#if:\|]] Bruno Pezzey - [[Fitxer:Flag of Belgium (civil).svg\|23x15px\|border \|alt=Bèlgica\|link=Selecció de futbol de Bèlgica\|{{#if:\|]] Ludo Coeck - [[Fitxer:Flag of Belgium (civil).svg\|23x15px\|border \|alt=Bèlgica\|link=Selecció de futbol de Bèlgica\|{{#if:\|]] Alexandre Czerniatynski - [[Fitxer:Flag of Belgium (civil).svg\|23x15px\|border \|alt=Bèlgica\|link=Selecció de futbol de Bèlgica\|{{#if:\|]] Erwin Vandenbergh - [[Fitxer:Flag of Brazil (1968-1992).svg\|23x15px\|border \|alt=Brasil\|link=Selecció de futbol del Brasil\|{{#if:\|]] Júnior - [[Fitxer:Flag of Brazil (1968-1992).svg\|23x15px\|border \|alt=Brasil\|link=Selecció de futbol del Brasil\|{{#if:\|]] Oscar | - [[Fitxer:Flag of Cameroon.svg\|23x15px\|border \|alt=Camerun\|link=Selecció de futbol del Camerun\|{{#if:\|]] Grégoire Mbida - [[Fitxer:Flag of El Salvador.svg\|23x15px\|border \|alt=El Salvador\|link=Selecció de futbol del Salvador\|{{#if:\|]] Luis Ramírez - [[Fitxer:Flag of Scotland.svg\|23x15px\|border \|alt=Escòcia\|link=Selecció de futbol d'Escòcia\|{{#if:\|]] Steve Archibald - [[Fitxer:Flag of Scotland.svg\|23x15px\|border \|alt=Escòcia\|link=Selecció de futbol d'Escòcia\|{{#if:\|]] Kenny Dalglish - [[Fitxer:Flag of Scotland.svg\|23x15px\|border \|alt=Escòcia\|link=Selecció de futbol d'Escòcia\|{{#if:\|]] Joe Jordan - [[Fitxer:Flag of Scotland.svg\|23x15px\|border \|alt=Escòcia\|link=Selecció de futbol d'Escòcia\|{{#if:\|]] David Narey - [[Fitxer:Flag of Scotland.svg\|23x15px\|border \|alt=Escòcia\|link=Selecció de futbol d'Escòcia\|{{#if:\|]] John Robertson - [[Fitxer:Flag of Scotland.svg\|23x15px\|border \|alt=Escòcia\|link=Selecció de futbol d'Escòcia\|{{#if:\|]] Graeme Souness - [[Fitxer:Flag of Spain.svg\|23x15px\|border \|alt=Espanya\|link=Selecció de futbol d'Espanya\|{{#if:\|]] Juanito - [[Fitxer:Flag of Spain.svg\|23x15px\|border \|alt=Espanya\|link=Selecció de futbol d'Espanya\|{{#if:\|]] Roberto López Ufarte - [[Fitxer:Flag of Spain.svg\|23x15px\|border \|alt=Espanya\|link=Selecció de futbol d'Espanya\|{{#if:\|]] Enric Saura - [[Fitxer:Flag of Spain.svg\|23x15px\|border \|alt=Espanya\|link=Selecció de futbol d'Espanya\|{{#if:\|]] Jesús María Zamora - [[Fitxer:Flag of France (1794–1815, 1830–1974).svg\|23x15px\|border \|alt=França\|link=Selecció de futbol de França\|{{#if:\|]] Maxime Bossis - [[Fitxer:Flag of France (1794–1815, 1830–1974).svg\|23x15px\|border \|alt=França\|link=Selecció de futbol de França\|{{#if:\|]] Alain Couriol - [[Fitxer:Flag of France (1794–1815, 1830–1974).svg\|23x15px\|border \|alt=França\|link=Selecció de futbol de França\|{{#if:\|]] René Girard - [[Fitxer:Flag of France (1794–1815, 1830–1974).svg\|23x15px\|border \|alt=França\|link=Selecció de futbol de França\|{{#if:\|]] Gérard Soler - [[Fitxer:Flag of France (1794–1815, 1830–1974).svg\|23x15px\|border \|alt=França\|link=Selecció de futbol de França\|{{#if:\|]] Marius Trésor - [[Fitxer:Flag of Honduras (2022-).svg\|23x15px\|border \|alt=Hondures\|link=Selecció de futbol d'Hondures\|{{#if:\|]] Antonio Laing - [[Fitxer:Flag of Honduras (2022-).svg\|23x15px\|border \|alt=Hondures\|link=Selecció de futbol d'Hondures\|{{#if:\|]] Héctor Zelaya - [[Fitxer:Flag of Hungary.svg\|23x15px\|border \|alt=Hongria\|link=Selecció de futbol d'Hongria\|{{#if:\|]] Lázár Szentes - [[Fitxer:Flag of Hungary.svg\|23x15px\|border \|alt=Hongria\|link=Selecció de futbol d'Hongria\|{{#if:\|]] József Tóth - [[Fitxer:Flag of Hungary.svg\|23x15px\|border \|alt=Hongria\|link=Selecció de futbol d'Hongria\|{{#if:\|]] József Varga - [[Fitxer:Flag of Italy (1946-2003).svg\|23x15px\|border \|alt=Itàlia\|link=Selecció de futbol d'Itàlia\|{{#if:\|]] Alessandro Altobelli - [[Fitxer:Flag of Italy (1946-2003).svg\|23x15px\|border \|alt=Itàlia\|link=Selecció de futbol d'Itàlia\|{{#if:\|]] Antonio Cabrini - [[Fitxer:Flag of Italy (1946-2003).svg\|23x15px\|border \|alt=Itàlia\|link=Selecció de futbol d'Itàlia\|{{#if:\|]] Bruno Conti - [[Fitxer:Flag of Italy (1946-2003).svg\|23x15px\|border \|alt=Itàlia\|link=Selecció de futbol d'Itàlia\|{{#if:\|]] Francesco Graziani - [[Fitxer:Flag of Yugoslavia (1946-1992).svg\|23x15px\|border \|alt=República Federal Socialista de Iugoslàvia\|link=Selecció de futbol de Iugoslàvia\|{{#if:\|]] Ivan Gudelj - [[Fitxer:Flag of Yugoslavia (1946-1992).svg\|23x15px\|border \|alt=República Federal Socialista de Iugoslàvia\|link=Selecció de futbol de Iugoslàvia\|{{#if:\|]] Vladimir Petrović | - [[Fitxer:Flag of Kuwait.svg\|23x15px\|border \|alt=Kuwait\|link=Selecció de futbol de Kuwait\|{{#if:\|]] Abdullah Al-Buloushi - [[Fitxer:Flag of Kuwait.svg\|23x15px\|border \|alt=Kuwait\|link=Selecció de futbol de Kuwait\|{{#if:\|]] Faisal Al-Dakhil - [[Fitxer:Flag of New Zealand.svg\|23x15px\|border \|alt=Nova Zelanda\|link=Selecció de futbol de Nova Zelanda\|{{#if:\|]] Steve Sumner - [[Fitxer:Flag of New Zealand.svg\|23x15px\|border \|alt=Nova Zelanda\|link=Selecció de futbol de Nova Zelanda\|{{#if:\|]] Steve Wooddin - [[Fitxer:Flag of Peru.svg\|23x15px\|border \|alt=Perú\|link=Selecció de futbol del Perú\|{{#if:\|]] Rubén Toribio Díaz - [[Fitxer:Flag of Peru.svg\|23x15px\|border \|alt=Perú\|link=Selecció de futbol del Perú\|{{#if:\|]] Guillermo La Rosa - [[Fitxer:Flag of Poland.svg\|23x15px\|border \|alt=Polònia\|link=Selecció de futbol de Polònia\|{{#if:\|]] Andrzej Buncol - [[Fitxer:Flag of Poland.svg\|23x15px\|border \|alt=Polònia\|link=Selecció de futbol de Polònia\|{{#if:\|]] Włodzimierz Ciołek - [[Fitxer:Flag of Poland.svg\|23x15px\|border \|alt=Polònia\|link=Selecció de futbol de Polònia\|{{#if:\|]] Janusz Kupcewicz - [[Fitxer:Flag of Poland.svg\|23x15px\|border \|alt=Polònia\|link=Selecció de futbol de Polònia\|{{#if:\|]] Grzegorz Lato - [[Fitxer:Flag of Poland.svg\|23x15px\|border \|alt=Polònia\|link=Selecció de futbol de Polònia\|{{#if:\|]] Stefan Majewski - [[Fitxer:Flag of Poland.svg\|23x15px\|border \|alt=Polònia\|link=Selecció de futbol de Polònia\|{{#if:\|]] Włodzimierz Smolarek - [[Fitxer:Flag of Poland.svg\|23x15px\|border \|alt=Polònia\|link=Selecció de futbol de Polònia\|{{#if:\|]] Andrzej Szarmach - [[Fitxer:Flag of the Soviet Union.svg\|23x15px\|border \|alt=Unió de Repúbliques Socialistes Soviètiques\|link=Selecció de futbol de l'URSS\|{{#if:\|]] Andrí Bal - [[Fitxer:Flag of the Soviet Union.svg\|23x15px\|border \|alt=Unió de Repúbliques Socialistes Soviètiques\|link=Selecció de futbol de l'URSS\|{{#if:\|]] Serguei Baltatxa - [[Fitxer:Flag of the Soviet Union.svg\|23x15px\|border \|alt=Unió de Repúbliques Socialistes Soviètiques\|link=Selecció de futbol de l'URSS\|{{#if:\|]] Oleh Blokhín - [[Fitxer:Flag of the Soviet Union.svg\|23x15px\|border \|alt=Unió de Repúbliques Socialistes Soviètiques\|link=Selecció de futbol de l'URSS\|{{#if:\|]] Aleksandr Txivadze - [[Fitxer:Flag of the Soviet Union.svg\|23x15px\|border \|alt=Unió de Repúbliques Socialistes Soviètiques\|link=Selecció de futbol de l'URSS\|{{#if:\|]] Iuri Gavrilov - [[Fitxer:Flag of the Soviet Union.svg\|23x15px\|border \|alt=Unió de Repúbliques Socialistes Soviètiques\|link=Selecció de futbol de l'URSS\|{{#if:\|]] Khorèn Oganessian - [[Fitxer:Flag of the Soviet Union.svg\|23x15px\|border \|alt=Unió de Repúbliques Socialistes Soviètiques\|link=Selecció de futbol de l'URSS\|{{#if:\|]] Ramaz Shengelia - [[Fitxer:Flag of Chile.svg\|23x15px\|border \|alt=Xile\|link=Selecció de futbol de Xile\|{{#if:\|]] Juan Carlos Letelier - [[Fitxer:Flag of Chile.svg\|23x15px\|border \|alt=Xile\|link=Selecció de futbol de Xile\|{{#if:\|]] Gustavo Moscoso - [[Fitxer:Flag of Chile.svg\|23x15px\|border \|alt=Xile\|link=Selecció de futbol de Xile\|{{#if:\|]] Miguel Ángel Neira Gols en pròpia porta - [[Fitxer:Flag of the Czech Republic.svg\|23x15px\|border \|alt=Txecoslovàquia\|link=Selecció de futbol de Txecoslovàquia\|{{#if:\|]] Jozef Barmoš (per Anglaterra) |